# Марко Миљанов Поповић
Марко Миљанов Поповић Дрекаловић (Медун, 25. април 1833 — Херцег Нови, 2. фебруар 1901) био је црногорски књижевник и војвода. Потиче из племена Кучи и представља једног од утицајнијих српских главешина у Црној Гори.
У младости је био перјаник код кнеза Црне Горе Данила I Петровића. Војводске ознаке му је дао црногорски књаз Никола I Петровић, с којим се касније разишао због политичких неспоразума. Након ослобођења Подгорице (1878) Марко Миљанов био је једно вријеме градоначелник.
Тек се у 50. години описменио а своју је позну књижевну дјелатност сматрао животним задатком. Оставио је иза себе неколико дјела, попут радова Племе Кучи и Живот и обичаји Арбанаса, но његово је најважније и најпознатије дјело Примјери чојства и јунаштва.

## Биографија
Марко Поповић је рођен у Медуну од оца Миљана Поповића из племена Кучи и мајке Борике Милић. У вријеме његовог рођења и младости, Медун и Кучи са свијем Брдима још увек нијесу били подведени под тадашњу Црну Гору, већ су се Брда у свему држала као равна са Црном Гором, те се тако и сама држава црногорско-брдска у своме настајању увијек називала пуним називом: Црна Гора и Брда. Као и сви његови сународници из тог времена, Марко Миљанов је ратовао против Турака. Године 1856. је дошао у Цетиње и ушао у службу књаза Данила као перјаник. Због свог јунаштва и успешних напада на Турке, и као човек од поверења, књаз Никола Петровић га је наградио положајем судије и вође племена Братоножића. Због његовог рада на присаједињењу Куча Црној Гори, Турци су за његову главу расписали награду. Године 1874. је изабран у Црногорски сенат (од 1879. претворено у Државни савјет). У рату против Турске, командовао је црногорским војницима у бици на Фундини. Након оштрог сукоба са књазом Николом 1882. Марко Миљанов је напустио Државни савјет и одлучио да се врати у родни Медун.
Војвода Поповић је јасно разликовао нацију (Срби) од регионалних појмова (Шумадинац, Банаћанин, Личанин, Бачванин, Црногорац итд.). Он је говорио да су Шумадинац или Црногорац само регионални појмови за становнике који су по нацији Срби, али живе на одвојеним територијама самим тим и имају неке своје карактеристике као што су народна ношња, нагласак, јела која кусају итд. По њему, дистинкција Срби - Црногорци није исправна јер је Србин шири појам који у себе обухвата и појам Црногорца, Херцеговца, Банаћанина, Бачванина... Само је Црногорац - Личанин, Црногорац - Банаћанин итд. правилна дистинкција јер су то ужи појмови једне, српске нације. Његове речи биле су пророчке с обзиром шта ће се, погрешном интерпретацијом повести, десити у 20. столећу и касније.
Иако му је било 50 година и до тада био неписмен као и већина његових сународника, Марко се описменио и посветио писању.
Сахрањен је на тврђави у Медуну, где се данас налазе два споменика - стара, оригинална надгробна плоча коју је подигла његова жена Стефа (1860–1914) и друга, подигнута неколико година након њене смрти.

## Књижевни рад
Војвода Марко Миљанов је научио да пише тек у старости пошто су скоро све тадашње војводе из Црне Горе биле неписмене, као и у Србији у Милошево доба. Написао је неку врсту мемоарског казивања без иједне ријечи о њему самом, о оном што је он чинио и што је, несумњиво, предмет једног дијела српске националне историје.
Миљанов није био велики стваралачки и филозофски дух попут Његоша. Није био ни писац-стваралац у правом смислу. Народни човјек у најбољем значењу, мудра глава и разборит родољуб, сам собом примјер јунаштва и честитости, он се прихватио писања не само да — као што он каже — забиљежи оно што не треба заборавити, што би било гријех заборавити о његовом племену и о људима и јунацима из његовог краја, него и да да моралну историју и да, по своме искуству ратника, војсковође и народног предводника и човјека, поучи и подстакне на добро.
Марко Миљанов није писао „умјетничко“ дјело већ је ишао директно у историју, у збивање, ишао непосредно у догађај и у том догађају остајао све вријеме. Он много држи до истинитости својих примјера, не измишља и не додаје, не обухвата цијела збивања, цјелину догађања, већ само вади поједине тренутке.
Он није правио књижевност, није био познавалац ниједне литерарне школе и није га збуњивала ниједна учена филозофија. Он није давао „слике из живота“, још мање реалистичке документе или романтичарски идеализоване личности. Остајући увијек на врелом трагу историје и непосредних животних збивања, давао је моралне обрасце и моралне повјести.
У историјским казивањима није ништа „заборавио“. Цијела невјероватно тешка, крвава повијест његовог племена врила је непрекидно у њему, у његовим памћењима, у његовом духовном суштаству и у његовим осјећањима. Он и неће друго него да исприча стварне, истините догађаје. Ондје гдје сам није био очевидац, често се позива поименце на људе који су то својим очима гледали или који су то причали: „Ово је Ново Мушикин прича, ка је ту био“, или: „ ... то је у историју и народне пјесме записано“. Народна пјесма му је исто што и историја. И народна пјесма, као и историја, „записује“ догађаје, људе и њихова дјела.
Поступајући строго по моралном кодексу да јунаци „треба да чине добра и да не зборе о њему“, јер је „то народње да о њему говори и располаже, а рукочинац не смије свој рад увеличават' причом нако да га брља“, он није нигдје говорио непосредно о себи, а камоли да је гдјегод покушао да своје дјело или своју личност „увелича“. Његово књижевно дјело, узето у цјелини, није ништа друго него оно што је био он сам, главом и духом и срцем својим.

### Примјери чојства и јунаштва
„Примјери чојства и јунаштва“ почињу једном причом о томе како је љутња штетна и о томе какве неприлике људима доноси напрасита и пријека нарав. Овим примјером, испричаним у свега седам редака, интонирана је цијела књига.
Кроз цијело дјело постоје теме о којима говоре ови примјери: побједа над својим осјећањима узвисује човјека; пази шта ћеш рећи, а кад си дао ријеч, она те обавезује и на зло и на добро; братска љубав; част је скупља од живота; великодушност; опште добро изнад свега; не губи свијест о дужности ни онда кад ти је најтеже; шта је право јунаштво или не заборави да је јунак само онај који никада не заборавља да је човјек; побратимство; признање непријатељу, и тако даље до краја књиге, истичући кроз највећи број примјера прије свега част. Осјећању части, подређена су и најдубља осјећања, као што је родољубље, љубав, глад. Људи и јунаци гину, то је погибија, али не и смрт. Они остају да живе, у својим дјелима, у сјећању, у пјесми, у народу, у моралној и духовној повјесници његовој. Људи пролазе, јунаци гину, али за њима остају јуначки спомени.
Као све морално јаке личности, и овдје познаници и другови Марка Миљанова одлазе, када затреба, у смрт мирно, свјесно, не само зато што поуздано вјерују у живот и у идеале који су били идеали њихови и њихових предака него ће, у то су дубоко убијеђени, то бити идеали и њихових потомака.
Примјери нису моралисање, нити какво апстрактно или теоријско развијање било каквих етичких начела, већ један строг одабир поступака и тренутака из ближе и даље народне прошлости кроз које се испољила духовна и морална снага народа у тешким околностима и насупрот њима, и насупрот народним манама и слабостима, које такође нису прећутане.
Читаво дјело подређено је једној основној тези и једној главној теми — части. У стегнутом опсегу тога појма он је дао све што је y његово вријеме и у његовој средини био људски и национални квалитет.
Стварни, високо етички хуманитет стварао је свијест да се прегалаштвом и пожртвовањем може служити и народној и људској части само кроз часност појединаца. У том степеновању вриједности, духовна и морална својства добијају прво мјесто. Јунаштво без чојства само је доказ дивље снаге. Једино духовна снага и високи морални квалитети могу истрајати у злу и остати непобијеђени и онда када све материјалне моћи изгледају неповратно скршене.
Адам Прибићевић у књизи "Мој живот" наводи податак о гимназијском животу у Сремским Карловцима: "Гимназију је обишао и Марко Миљанов и одржао нам говор".

### Живот и обичаји Арбанаса
У овој књизи Миљанов је дао синтезу свих својих прегалаца и витешких подвига у двојици српских хајдука, Раку Ђурићу и Илији Турову, односно Или-Кучу, како су га арбанашке народне пјесме назвале. Говорећи о њима, Марко је опјевао „све што је пјевања и тужнога плакања заслужно“ било, опјевао много од оног што је и сам био.
Својој жељи да послужи бољем међусобном разумијевању сусједних племена он је намијенио цијело дјело. О Арбанасима Марко Миљанов писао је најљепше, говорећи: “Нико није више од Арбанаса с малијем добрим задовољан, и малијем злим огорчен!” На 60. страни другог издања ове књиге, каже: "...ми Брђани и Црногорци..." чиме доказује да иако је био црногорски перјаник књаза Николе, изворно није Црногорац већ Брђанин. Многи Срби су били и аустријски генерали, племићи, па нису због тога били Аустријанци.

### Писма Марка Миљанова и његово национално опредељење
У својим писмима Марко Миљанов, уз теме којима се бави, на најјаснији начин изражава своје национално опредељење.
Из писма Тому Оровцу:

„Реците аустринскоме посланику, да каже његовом цару, кад би га Бог на добро обрнуо, па да сједини Српство: Босну и 'Ерцеговину, Црну Гору, Србију и Стару Србију, па да је то српска краљевина, а Срби ће знат' како ће бит' благородни својему избавитељу - бисмо му свакојако добро жељели, више, ако се може, но што му зла сада желимо.“
Из писма Стојану Поповићу, командиру кучком:

„Сад ако не умрем с Богом те до виђења и чујања, а ако ли умрем з Богом те за навијек. Као Куч мрем прилично срећан, а као Србин несрећан и незадовољан.“

## Лични живот
Његова ћерка Милица Миљанов је учествовала у Првом свјетском рату. Милицина ћерка Олга Иванова Лазовић била је списатељица, плесачица, композиторка, филозоф и учитељица, али је остала запамћена као Олгивана Лојд Рајт (Olgivanna Lloyd Wright) супруга и сарадница америчког архитекте Френка Лојда Рајта (Frank Lloyd Wright).

## Наслеђе

### Част, јунаштво и чојство
За њега је част имала цијену и била част само онда кад се могла одупријети злу у човјеку и злу око човјека, одупријети оскудици, курјачкој глади, насиљу власти и бешчашћу силника, примамљивости титула и опачинама властољубља, плиткоумности привилегија и брзоплетости сујети.
Сиромашно сеоско чобанче постало је војвода. Нуђена му је и кнежевска титула. У једној средини гдје је коријен купусне трске понекада значио имање, гдје се за добар гуњ или за малу пушку залагала и људска глава, он је оставио војводовање, почео да учи азбуку да би могао да прича, да пјева, на свој особит начин, о части и о чојству. Тим појмом писац обухвата све, или скоро све оно што сачињава морално биће човјеково. Сва друга осјећања подређена су осјећању части. Њој је подређено и јунаштво. Човјеку који је већи дио живота провео у хајдуковању и ратовању јунаштво постаје морална категорија само када је оно чојско, кад је човјечно, кад се ни при најтежим одлукама не огрешује о част и о оно што чојство намеће и тражи од правог витештва. У свијету из кога је Марко Миљанов извадио своје примјере чојства и јунаштва, јунаштво, смјелост, прегалаштво, рескирање главе нису биле нимало усамљене појаве: одбранити се, осветити се, прочути се, па чак и прехранити се злих година, а њих је било доста, — за све то требало је имати смјелости, много смјелости и јунаштва. Јунаштво је врло често било једини начин одржавања живота.
Јунаштво је за њега јунаштво само кад има неки племенитији, виши циљ, кад је атрибут људскости и људске части. „Радије сам погинути главом, но образом“, врло је честа мисао код Марка Миљанова, што би говорило само о високом култу који је част имала и код писца и код личности које су носиоци његових Примјера.

### Музеј Марка Миљанова
Године 1971. на Медуну је, у родној кући Марка Миљанова, отворен музеј посвећен животу, раду и делу Марка Миљанова, једне од најзначајнијих личности у историји Црне Горе, војводи, песнику и државнику.

### Награда „Марко Миљанов”
У Црној Гори се од 1974. године додељује књижевна награда „Марко Миљанов”. Награду додељује Удружење књижевника Црне Горе. Правилником о додели ове књижевне предвиђено је да право учешћа на конкурсу имају аутори, чланови Удружења књижевника Црне Горе и аутори ван граница Црне Горе који пишу на српском језику и ћириличном писму. награда се додељује маја месеца, испред Музеја Марка Миљанова.